# 기원전 33년

## 연호
- 전한(前漢) 경녕(竟寧) 원년

## 기년
- 전한(前漢) 원제(元帝) 16년
- 신라(新羅) 혁거세 거서간(赫居世居西干) 25년
- 고구려(高句麗) 동명성왕(東明聖王) 5년